# Côtes-du-rhône (AOC)
Ne doit pas être confondu avec Côte du Rhône.
Le côtes-du-rhône est un vin d'appellation d'origine contrôlée produit sur les rives droite et gauche du Rhône entre Vienne et Avignon.
Son aire de production correspond à une grande partie du vignoble de la vallée du Rhône, car il s'agit d'une appellation régionale. D'autres appellations sont produites sur des parties de son aire : côte-rôtie, condrieu, château-grillet, saint-joseph, crozes-hermitage, hermitage, cornas, saint-péray, côtes-du-rhône-villages (avec de nombreuses dénominations géographiques internes), vinsobres, gigondas, beaumes-de-venise, muscat de Beaumes-de-Venise, châteauneuf-du-pape, vacqueyras, cairanne, rasteau, tavel et lirac.

## Histoire
Au XIIIe siècle, la viguerie d'Uzès fut divisée en deux. Il y eut la « viguerie haute » ou Cévennes, et la « viguerie basse » qui prit le nom de la « côte du Rhône ». Les vins de la « côte du Rhône » étaient réputés : une réglementation intervient en 1650 pour protéger leur authenticité de provenance et garantir leur qualité.
Un premier édit royal daté du 27 septembre 1729 tenta de donner une identité vinicole à cette petite région. Il fut insuffisant et modifié en 1737 en ces termes :

« Tous les tonneaux de vin destinés pour la vente et transport du cru tant de Roquemaure que des lieux et paroisses voisines et contiguës : Tavel, Lirac, Saint-Laurent-des-Arbres, Saint-Geniès-de-Comolas, Orsan, Chusclan, Codolet et autres qui sont de qualités supérieures seront marqués sur l'un des fonds, étant pleins et non autrement, d'une marque de feu qui contiendra les trois lettres C D R signifiant Côte du Rhône avec le millésime de l'année. »

Cette dénomination fit florès, puisqu'en 1783, un membre de l'Académie de Marseille indiquait que « La côte du Rhône est aussi renommée par la finesse de ses huiles que par le bouquet de ses vins ».

Union catholique des vignerons de la côte du Rhône à Vergèze en 1900
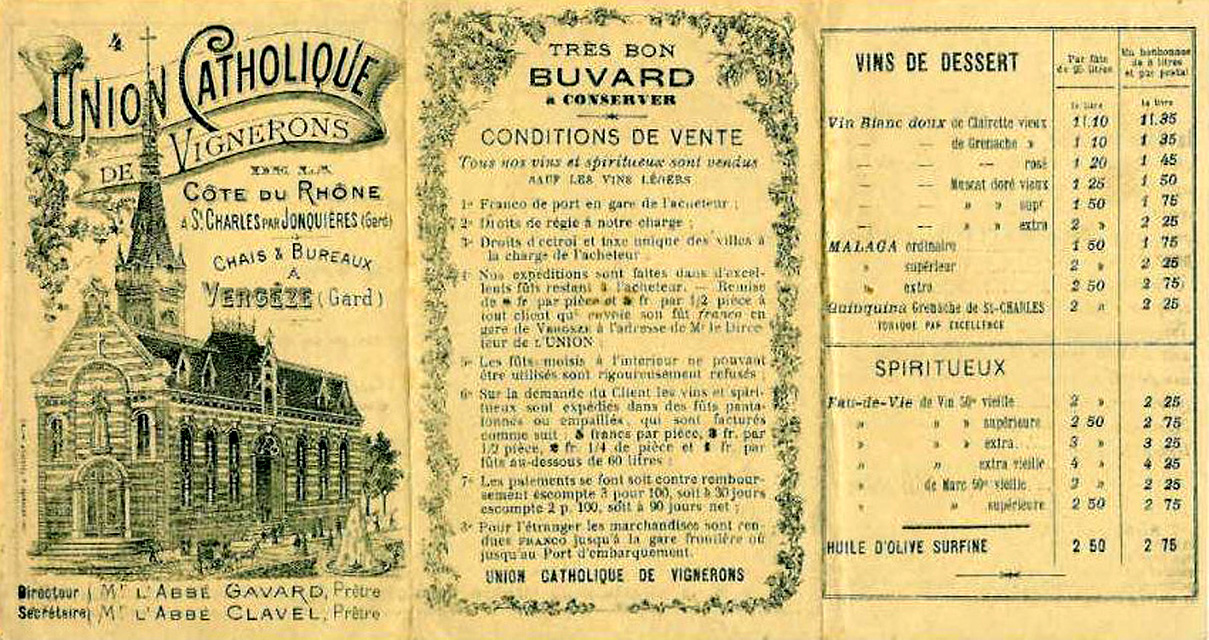
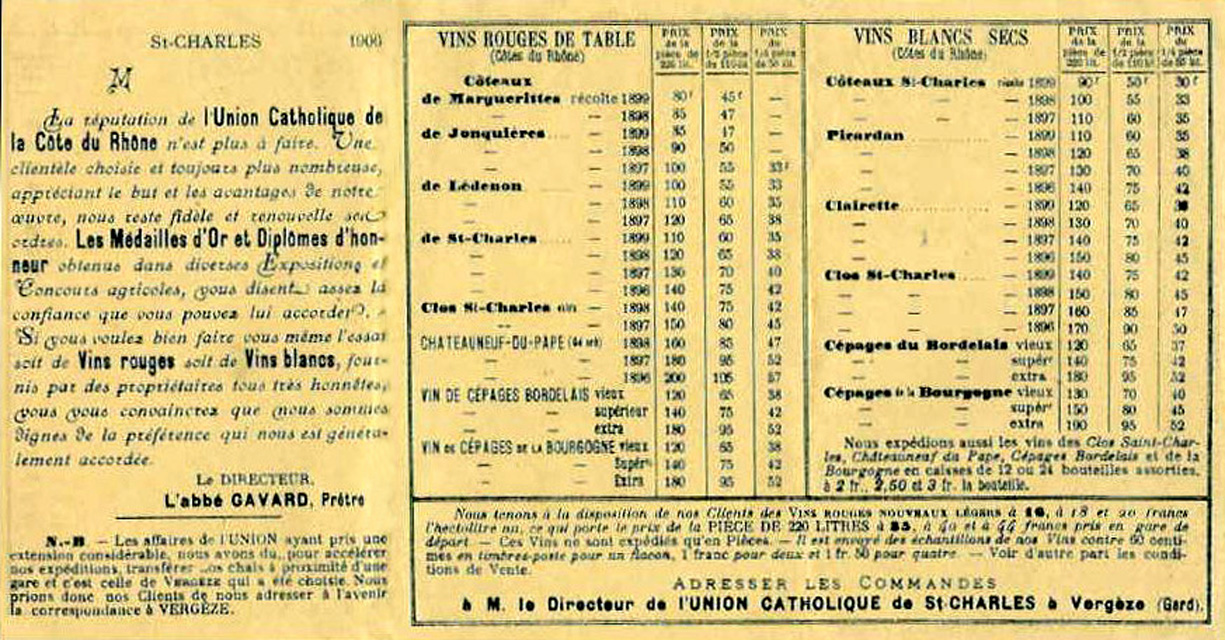

Ce nom traversa le siècle puisqu'en 1869, un journal local avait pour titre La Côte du Rhône et qu'en 1890, Frédéric Mistral parle de « Costo dou Rose, renommée pour ses vins ». Ce n'est qu'au XXe siècle que la côte du Rhône devient les côtes du Rhône en s'étendant aux vignobles situés sur la rive gauche du Rhône. La création du « Syndicat général des vignerons des Côtes du Rhône » en 1929, par Pierre Le Roy de Boiseaumarié, fut une étape décisive dans cette extension. Cette notoriété, acquise au fil des siècles, fut validée par les tribunaux de grande instance de Tournon et d'Uzès en 1936. L'appellation d'origine contrôlée (AOC) fut officiellement reconnue par le décret du 19 novembre 1937. Le cahier des charges de l'appellation a été modifié en octobre 2009 (reconnaissance en AOP), en novembre 2011, en mai 2019 (mourvèdre et syrah passent en cépages principaux ; autorisation du caladoc et du couston), en novembre 2022, en juillet 2024 (rajout de cépages à fin d'adaptation), puis en décembre 2024.

## Vignoble

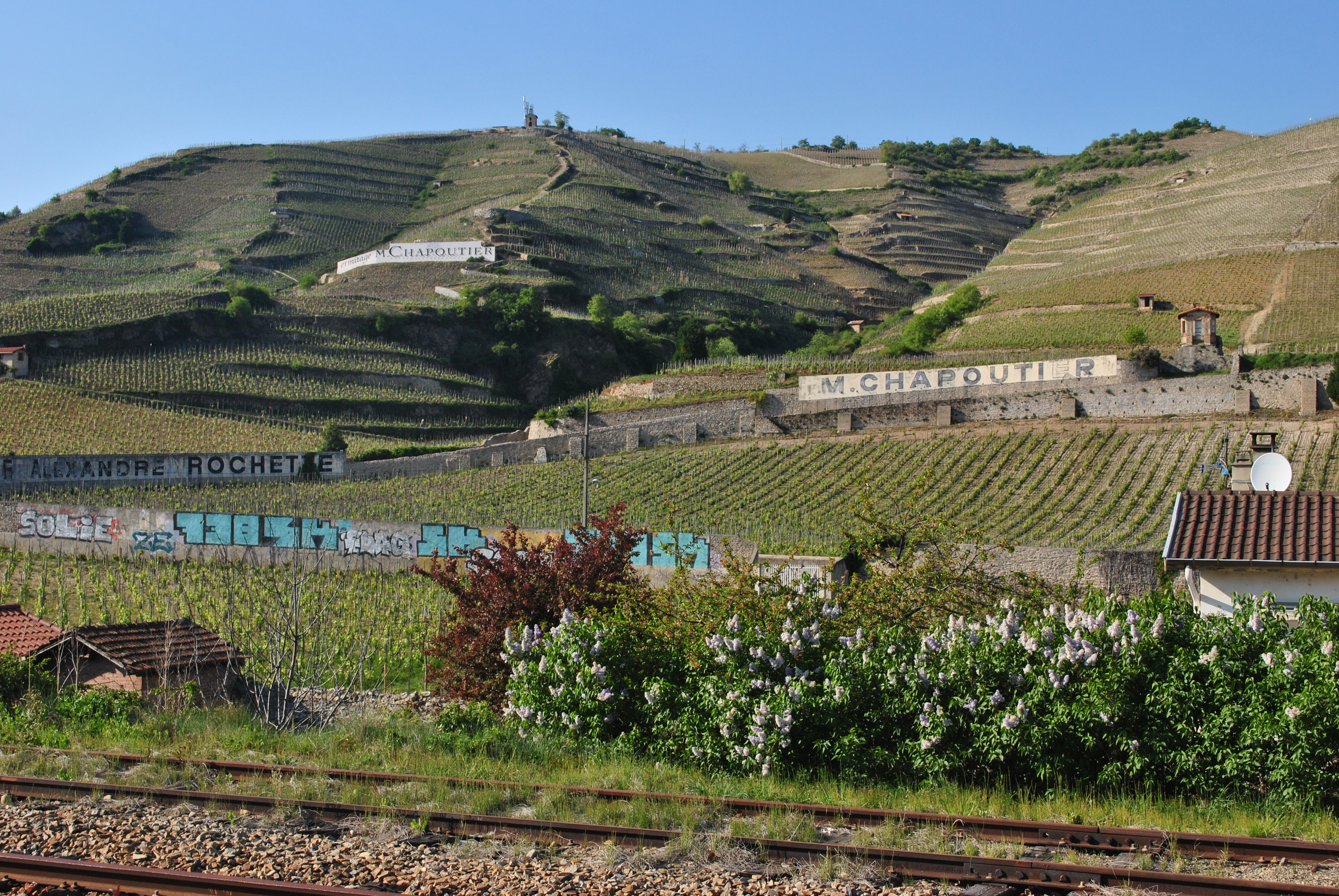
Vue générale des vignobles de Tain-l'Hermitage.

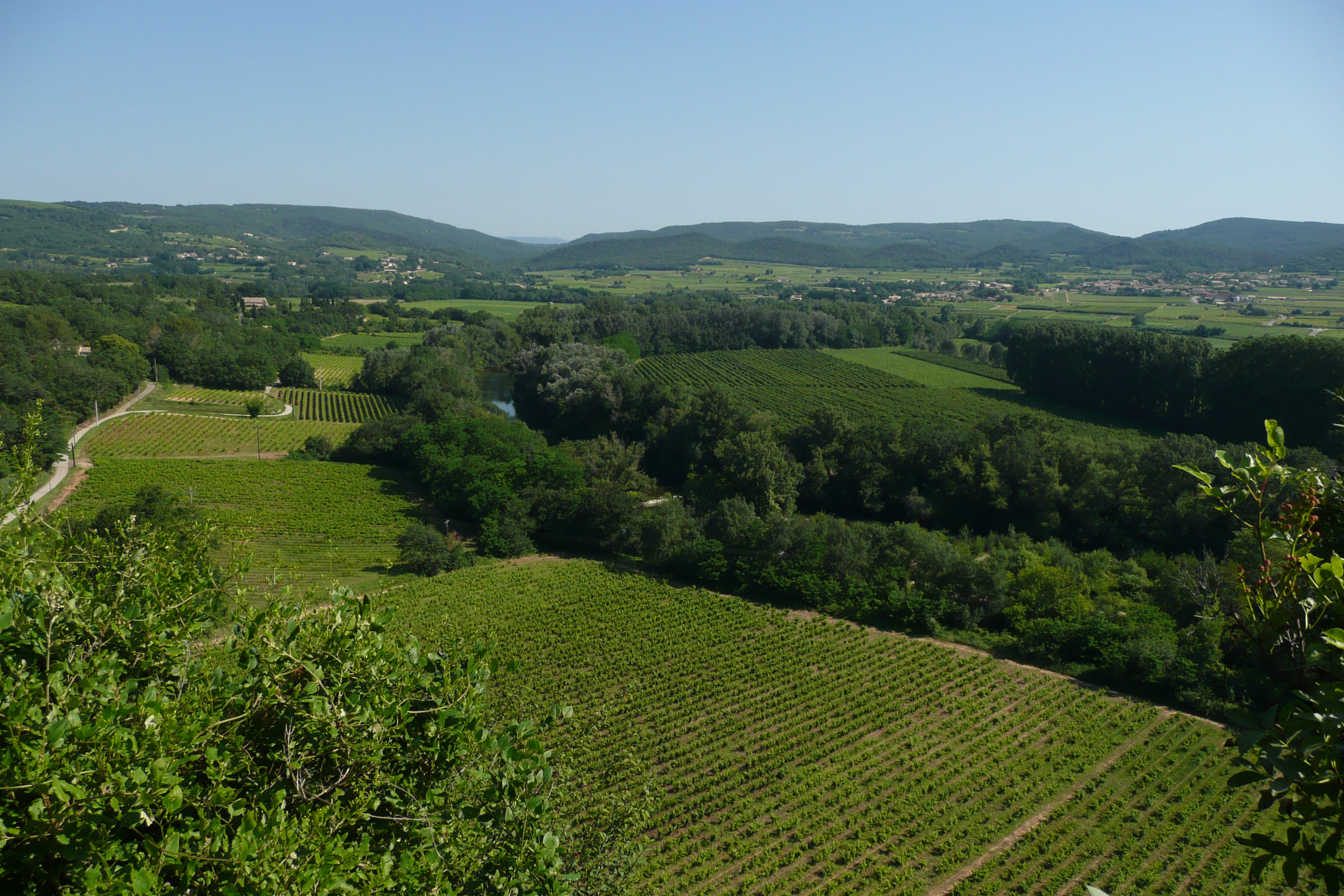
Vignoble des côtes-du-rhône gardoises à La Roque-sur-Cèze.

L'aire d'appellation se situe dans la partie française de la vallée du Rhône, à l'aval de Lyon : le vignoble s'étend de Vienne au nord jusqu'à Avignon au sud, mais pas tout-à-fait en continue. Le vignoble se répartit en deux sous-régions :
- les côtes du Rhône septentrionales (de Vienne à Livron-sur-Drôme) ;
- les côtes du Rhône méridionales (de Montélimar et Bourg-Saint-Andéol à Avignon).

Il s'agit d'une appellation régionale, avec en son sein plusieurs autres aires d'appellation (ce qui dessine une hiérarchie) : celle du côtes-du-rhône-villages (dans la partie méridionale), ainsi que celles de [[unité|19 crus}} qui sont autant d'AOC spécifiques (du nord au sud : côte-rôtie, château-grillet, condrieu, saint-joseph, hermitage, crozes-hermitage, cornas, saint-péray, vinsobres, cairanne, rasteau, gigondas, vacqueyras, muscat de Beaumes-de-Venise, beaumes-de-venise, landun, châteauneuf-du-pape, lirac et tavel).
Selon le service des Douanes, la superficie revendiquée en 2024 sous l'appellation est de 29 151 hectares, dont 24 698 ha pour faire du rouge, 2 319 ha pour du rosé et 2 133 ha pour du blanc.

### Aire d'appellation
L'aire d'appellation couvre un total de 172 communes, réparties sur six départements différents.
Département de l'Ardèche : Andance, Ardoix, Arras-sur-Rhône, Bourg-Saint-Andéol, Champagne, Charnas, Châteaubourg, Cornas, Félines, Glun, Guilherand-Granges, Lemps, Limony, Mauves, Ozon, Peyraud, Saint-Désirat, Saint-Étienne-de-Valoux, Saint-Jean-de-Muzols, Saint-Julien-en-Saint-Alban, Saint-Just-d'Ardèche, Saint-Marcel-d'Ardèche, Saint-Martin-d'Ardèche, Saint-Péray, Sarras, Sécheras, Serrières, Talencieux, Toulaud, Tournon-sur-Rhône et Vion.

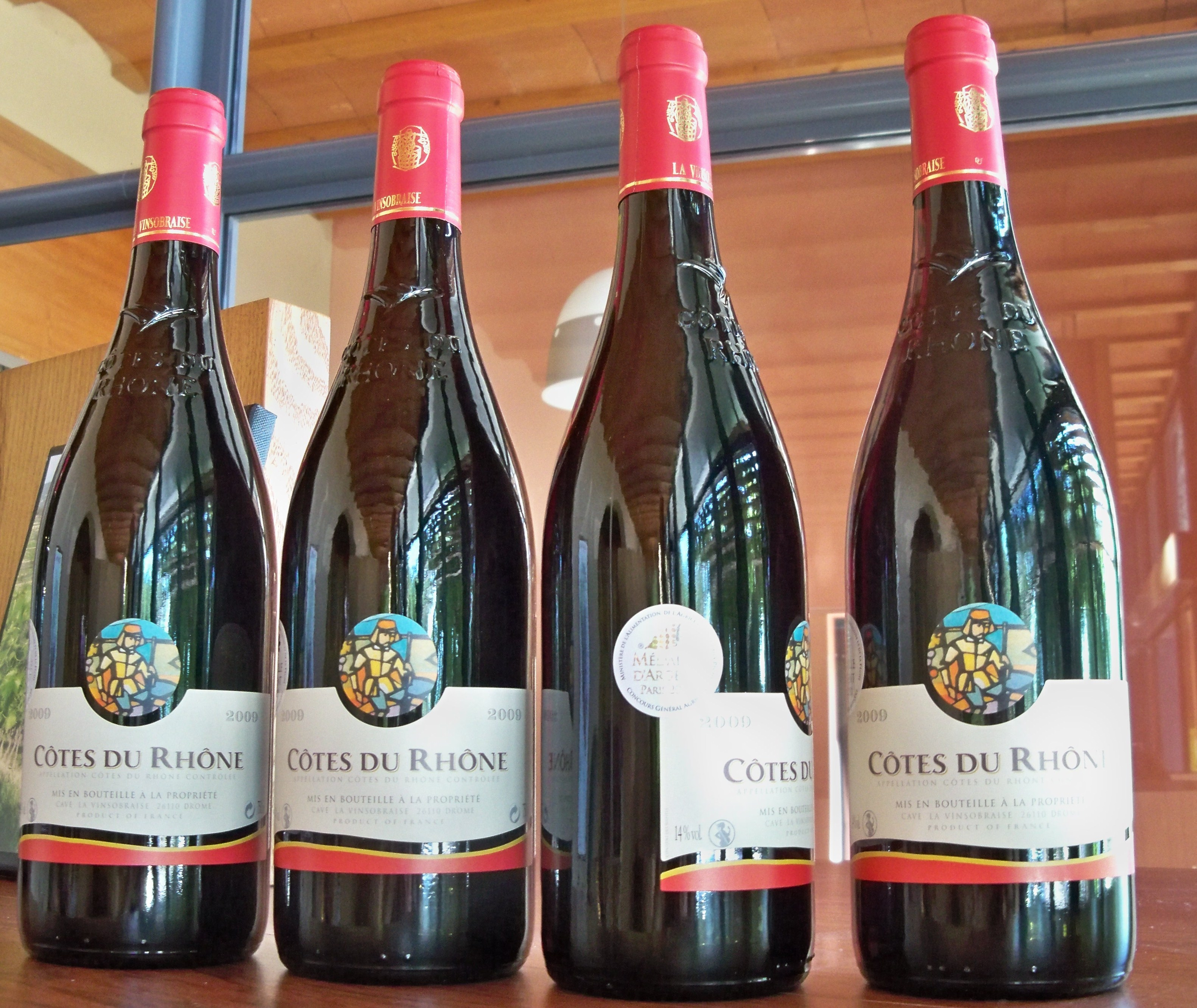
Côtes-du-rhône rouges de La Vinsobraise à Vinsobres.

Département de la Drôme : Beaumont-Monteux, Bouchet, Chanos-Curson, Crozes-Hermitage, Érôme, Gervans, Larnage, Livron-sur-Drôme, Mercurol-Veaunes (pour le seul territoire de la commune déléguée de Mercurol), Mérindol-les-Oliviers, Mirabel-aux-Baronnies, Mollans-sur-Ouvèze, Montbrison-sur-Lez, Nyons, Le Pègue, Piégon, Pont-de-l'Isère, La Roche-de-Glun, Rochegude, Rousset-les-Vignes, Saint-Maurice-sur-Eygues, Saint-Pantaléon-les-Vignes, Serves-sur-Rhône, Suze-la-Rousse, Tain-l'Hermitage, Taulignan, Tulette, Venterol et Vinsobres.

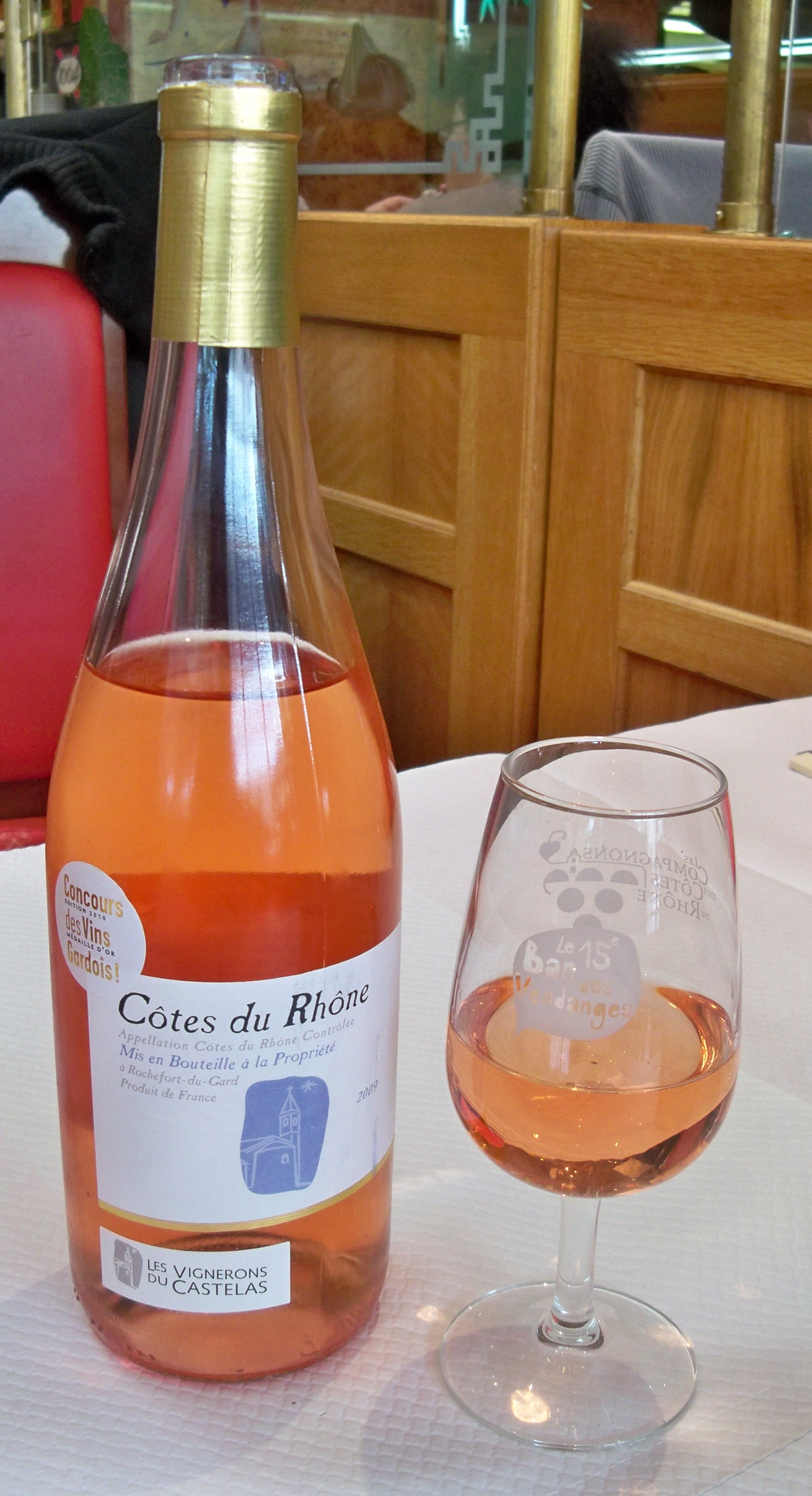
Côtes-du-rhône rosé de Rochefort-du-Gard.

Département du Gard : Aiguèze, Aramon, Bagnols-sur-Cèze, Carsan, Castillon-du-Gard, Cavillargues, Chusclan, Codolet, Comps, Connaux, Cornillon, Domazan, Estézargues, Fournès, Gaujac, Laudun-l'Ardoise, Laval-Saint-Roman, Lirac, Montfaucon, Montfrin, Orsan, Le Pin, Pont-Saint-Esprit, Pougnadoresse, Pouzilhac, Pujaut, Remoulins, Rochefort-du-Gard, Roquemaure, La Roque-sur-Cèze, Sabran, Saint-Alexandre, Saint-André-d'Olérargues, Saint-Étienne-des-Sorts, Saint-Geniès-de-Comolas, Saint-Gervais, Saint-Hilaire-d'Ozilhan, Saint-Julien-de-Peyrolas, Saint-Laurent-de-Carnols, Saint-Laurent-des-Arbres, Saint-Marcel-de-Careiret, Saint-Michel-d'Euzet, Saint-Nazaire, Saint-Paul-les-Fonts, Saint-Paulet-de-Caisson, Saint-Pons-la-Calm, Saint-Victor-la-Coste, Sauveterre, Saze, Tavel, Théziers, Tresques, Valliguières, Vénéjan et Villeneuve-lès-Avignon.
Département de la Loire : Chavanay, Malleval, Saint-Michel-sur-Rhône, Saint-Pierre-de-Bœuf et Vérin.
Département du Rhône : Ampuis, Condrieu, Saint-Cyr-sur-le-Rhône et Tupin-et-Semons.

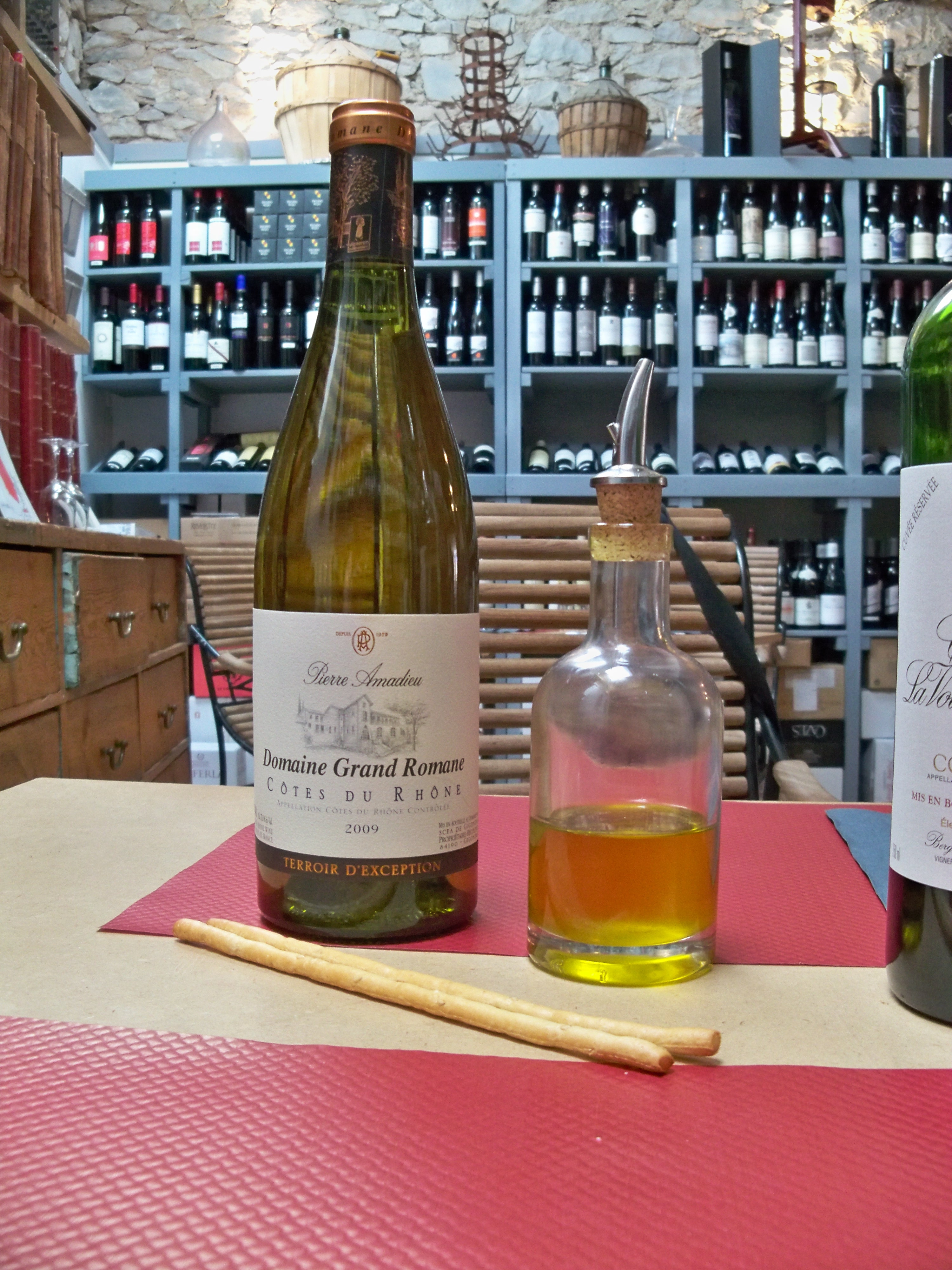
Côtes-du-rhône blanc de la Grand Romane, à Gigondas.

Département du Vaucluse : Avignon, Beaumes-de-Venise, Bédarrides, Bollène, Buisson, Cairanne, Camaret-sur-Aigues, Caumont-sur-Durance, Châteauneuf-de-Gadagne, Châteauneuf-du-Pape, Courthézon, Faucon, Gigondas, Grillon, Jonquerettes, Jonquières, Lafare, Lagarde-Paréol, Mondragon, Morières-lès-Avignon, Mornas, Orange, Piolenc, Puyméras, Rasteau, Richerenches, Roaix, La Roque-Alric, Sablet, Sainte-Cécile-les-Vignes, Saint-Marcellin-lès-Vaison, Saint-Romain-en-Viennois, Saint-Roman-de-Malegarde, Saint-Saturnin-lès-Avignon, Sarrians, Séguret, Sérignan-du-Comtat, Sorgues, Suzette, Travaillan, Uchaux, Vacqueyras, Vaison-la-Romaine, Valréas, Vedène, Villedieu, Violès et Visan.

### Crus des côtes du Rhône
Au sein de l'aire d'appellation, plusieurs autres AOC existent, plus restrictives, formant ainsi une hiérarchie : au sommet, ce qu'Inter Rhône (l'interprofession) appelle les 19 « crus des côtes du Rhône » (20 % du volume produit) ; en-dessous, l'appellation côtes-du-rhône-villages avec dénomination géographique (il y en a 21 : 10 % du volume) ; plus bas, le côtes-du-rhône-villages (sans dénomination : 5 %) ; tout en bas, le côtes-du-rhône (65 %).
| Appellation      | Année de reconnaissance | Superficie 2024 | Type(s) de vin    | Cépage(s)         |
| ---------------- | ----------------------- | --------------- | ----------------- | ----------------- |
| côte-rôtie       | 1940                    | 340 ha          | vin rouge         | syrah             |
| château-grillet  | 1936                    | 4 ha            | vin blanc         | viognier          |
| condrieu         | 1940                    | 213 ha          | vin blanc         | viognier          |
| saint-joseph     | 1956                    | 1 408 ha        | rouge et blanc    | syrah et marsanne |
| hermitage        | 1937                    | 135 ha          | rouge et blanc    | syrah et marsanne |
| crozes-hermitage | 1937                    | 2 069 ha        | rouge et blanc    | syrah et marsanne |
| cornas           | 1938                    | 163 ha          | vin rouge         | syrah             |
| saint-péray      | 1936                    | 122 ha          | blanc et mousseux | marsanne          |

| Appellation                 | Année de reconnaissance | Superficie 2024 | Type(s) de vin                       | Cépage(s)              |
| --------------------------- | ----------------------- | --------------- | ------------------------------------ | ---------------------- |
| vinsobres                   | 2006                    | 553 ha          | vin rouge                            | grenache, etc.         |
| cairanne                    | 2016                    | 889 ha          | rouge et blanc                       | grenache, etc.         |
| rasteau                     | 1944 (VDN) et 2010      | 965 ha          | rouge et VDN (rosé, grenat et blanc) | grenache, etc.         |
| gigondas                    | 1971                    | 1 205 ha        | rouge, blanc et rosé                 | grenache, etc.         |
| vacqueyras                  | 1990                    | 1 480 ha        | rouge, blanc et rosé                 | grenache, etc.         |
| muscat de Beaumes-de-Venise | 1945                    | 280 ha          | VDN (blanc, rosé et rouge)           | muscat à petits grains |
| beaumes-de-venise           | 2005                    | 729 ha          | vin rouge                            | grenache, etc.         |
| landun                      | 2024                    | 591 ha          | rouge et blanc                       | grenache et clairette  |
| châteauneuf-du-pape         | 1936                    | 3 159 ha        | rouge et blanc                       | grenache, etc.         |
| lirac                       | 1947                    | 876 ha          | rouge, blanc et rosé                 | grenache, etc.         |
| tavel                       | 1936                    | 770 ha          | vin rosé                             | grenache, etc.         |

Enfin, le nom de l'appellation côtes-du-rhône-villages peut être complété par une des 21 dénominations géographiques suivantes :
- chusclan ;
- gadagne ;
- massif-d'uchaux ;
- nyons ;
- plan-de-dieu ;
- puyméras ;
- roaix ;
- rochegude ;
- rousset-les-vignes ;
- sablet ;
- saint-andéol ;
- saint-gervais ;
- saint-maurice ;
- saint-pantaléon-les-vignes ;
- sainte-cécile ;
- séguret ;
- signargues ;
- suze-la-rousse ;
- vaison-la-romaine ;
- valréas ;
- visan.

### Encépagement
Un total de 32 cépages sont autorisés par le cahier des charges pour produire l'appellation.
Pour produire les côtes-du-rhône rouges et rosés, les cépages principaux (ensemble ils doivent être d'au moins 70 %) sont le grenache N, le mourvèdre N et la syrah N ; ces trois sont complétés avec comme cépages accessoires le bourboulenc B, le brun argenté N (localement dénommé camarèse ou vaccarèse), le caladoc N, le carignan N, le cinsaut N, la clairette B, la clairette rose Rs, la counoise N, le couston N, le grenache blanc B, le grenache gris G, la marsanne B, le marselan N, le muscardin N, le piquepoul blanc B, le piquepoul noir N, la roussanne B, le terret noir N, l'ugni blanc B et le viognier B.
Pour les vins blancs, les cépages principaux sont le bourboulenc B, la clairette B, le grenache blanc B, la marsanne B, la roussanne B et le viognier B ; les cépages accessoires sont la clairette rose Rs, le grenache gris G, le piquepoul blanc B et l'ugni blanc B.
La proportion du cépage grenache N doit être d'au moins 30 % de l'encépagement au sud de Montélimar ; celle de l'ensemble des cépages mourvèdre N et syrah N doit être supérieure ou égale à 20 % ; celle de l'ensemble des cépages caladoc N, couston N et marselan N ne peut être supérieure à 10 % ; celle des cépages blancs ne peut être supérieure à 5 % pour les vins rouges et à 20 % pour les vins rosés.
Au titre de l'adaptation du vignoble (notamment aux changements climatiques), de nouveaux cépages sont autorisés (les « variétés d'intérêt à fin d'adaptation », les VIFA), sous conditions et limité à 5 % de l'encépagement. Pour faire du côtes-du-rhône blanc il s'agit du carignan blanc B, du floréal B et du rolle B (le vermentino) ; pour faire du rouge et du rosé se rajoute aux premiers le vidoc N.

### Rendements
Le rendement est limité par le cahier des charges de l'appellation à un maximum de 51 hectolitres par hectare. Chaque année, ce rendement maximum peut être modifié à la hausse ou à la baisse par un arrêté du ministère de l'Agriculture, dans la limite du rendement butoir de l'appellation, fixé à 60 hl/ha.
Les données de production des années récentes, telles que publiées par les Douanes, sont en rouge :
| Année | Superficie (ha) | Production (hl) | Rendement (hl/ha) |
| ----- | --------------- | --------------- | ----------------- |
| 2020  | 27 115          | 1 174 961       | 43                |
| 2021  | 26 702          | 1 132 614       | 42                |
| 2022  | 25 736          | 1 108 465       | 43                |
| 2023  | 25 093          | 948 233         | 38                |
| 2024  | 24 698          | 818 866         | 33                |

- en rosé :

| Année | Superficie (ha) | Production (hl) | Rendement (hl/ha) |
| ----- | --------------- | --------------- | ----------------- |
| 2020  | 2 322           | 102 607         | 44                |
| 2021  | 2 238           | 95 666          | 43                |
| 2022  | 2 075           | 96 125          | 46                |
| 2023  | 2 252           | 88 766          | 39                |
| 2024  | 2 319           | 85 364          | 37                |

- et en blanc :

| Année | Superficie (ha) | Production (hl) | Rendement (hl/ha) |
| ----- | --------------- | --------------- | ----------------- |
| 2020  | 1 927           | 73 366          | 38                |
| 2021  | 2 059           | 82 936          | 40                |
| 2022  | 2 074           | 84 195          | 41                |
| 2023  | 2 091           | 92 961          | 44                |
| 2024  | 2 133           | 83 229          | 39                |

## Vins
La production déclarée en 2024 a été d'un total de 987 460 hectolitres (un hectolitre = 100 litres = 133 bouteilles de 75 cl), dont 818 866 hl de côtes-du-rhône rouge, 85 364 hl de rosé et 83 229 hl de blanc.

### Gastronomie
La robe des côtes-du-rhône rouges est généralement de couleur rubis, plus profonde si la syrah domine. Le nez est fruité, évoquant les petits fruits rouges. La bouche est tannique sur la jeunesse. Les rosés ont souvent un nez sur le bonbon anglais, parfois sur de la violette. Les blancs sont plutôt floraux.
Ils se gardent de un à quatre ans pour les rouges ; un ou deux ans pour les blancs et rosés. Les rouges ne doivent pas être servis trop chaud, l'idéal est entre 14 et 16 °C les blancs et rosés entre 8 et 12 °C.
Les côtes-du-rhône s'accordent avec une cuisine riche en fruits et légumes, relevée par de l'ail, du poivron ou de la tomate ainsi que par les herbes de Provence et l'huile d’olive. Les vins rouges forment une alliance parfaite avec agneau, mouton, veau, bœuf, porc, volaille, lapin, gibier, charcuterie et fromage de brebis. Les vins rosés mettent en valeur la cuisine méridionale ainsi que le poisson, la volaille, le lapin, les légumes et les fromages. Les vins blancs se marient traditionnellement avec du poisson, fruits de mer, fromage de chèvre et desserts.

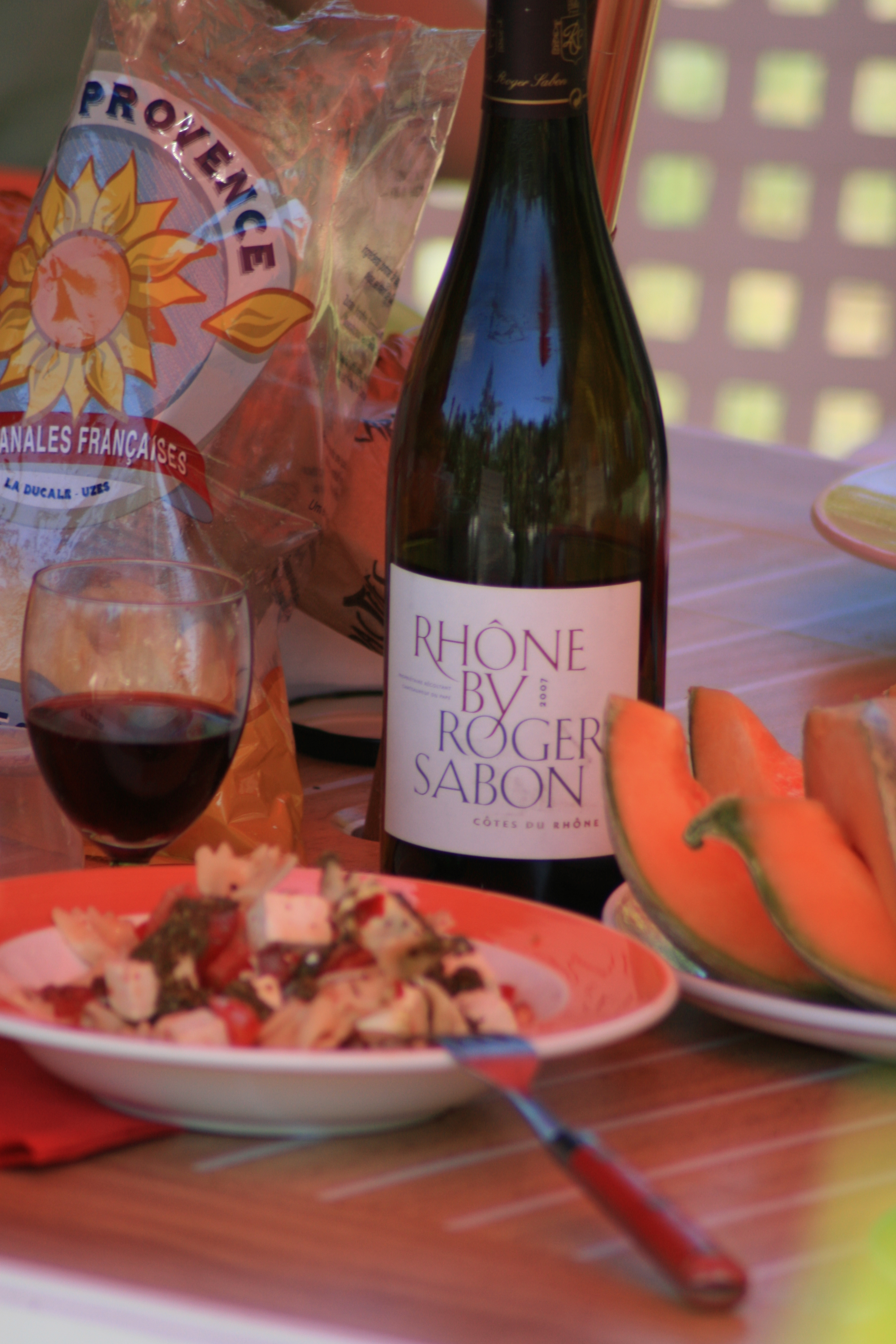
Côtes-du-rhône et mets provençaux.
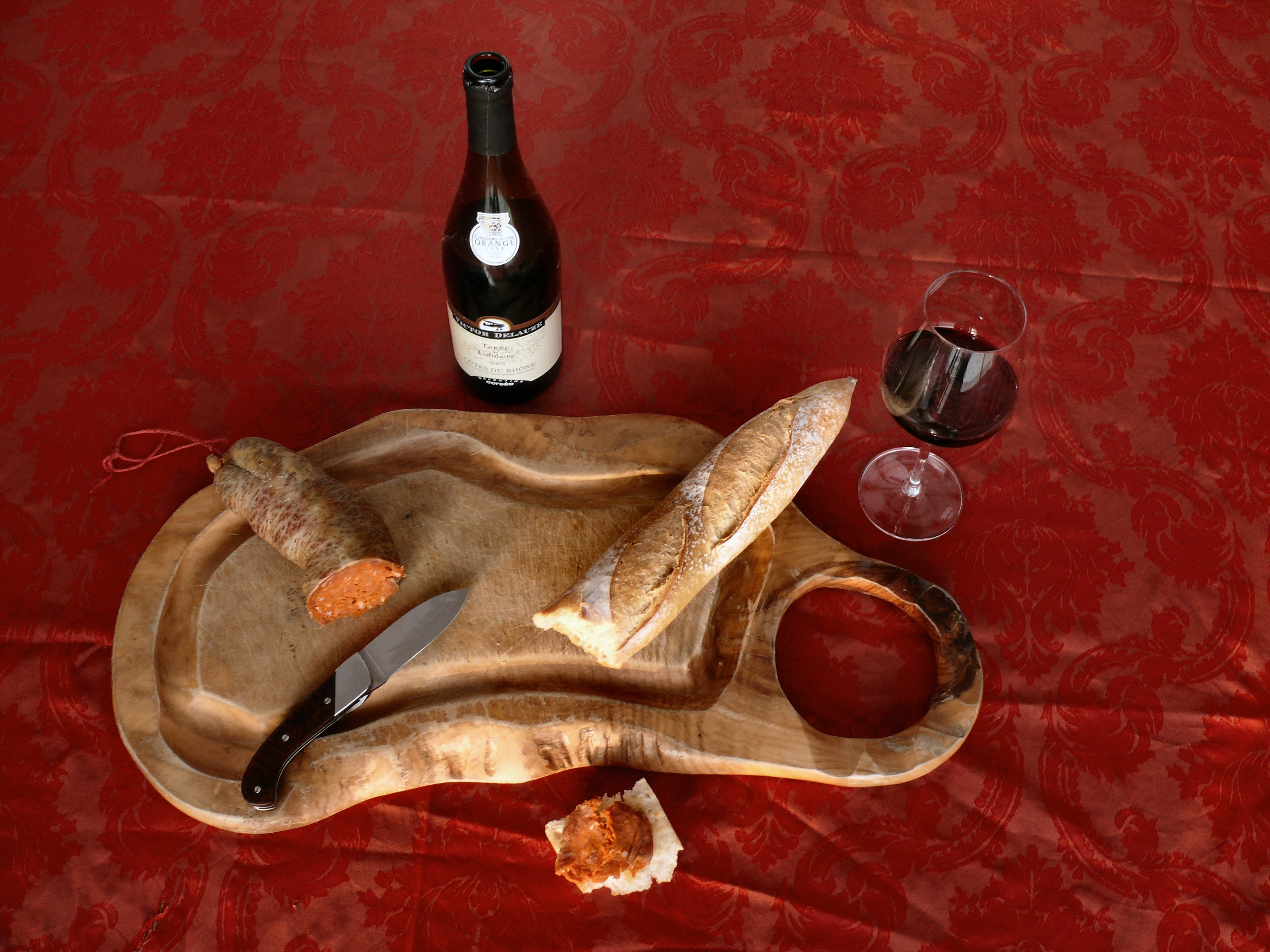
Côtes-du-rhône et charcuterie.
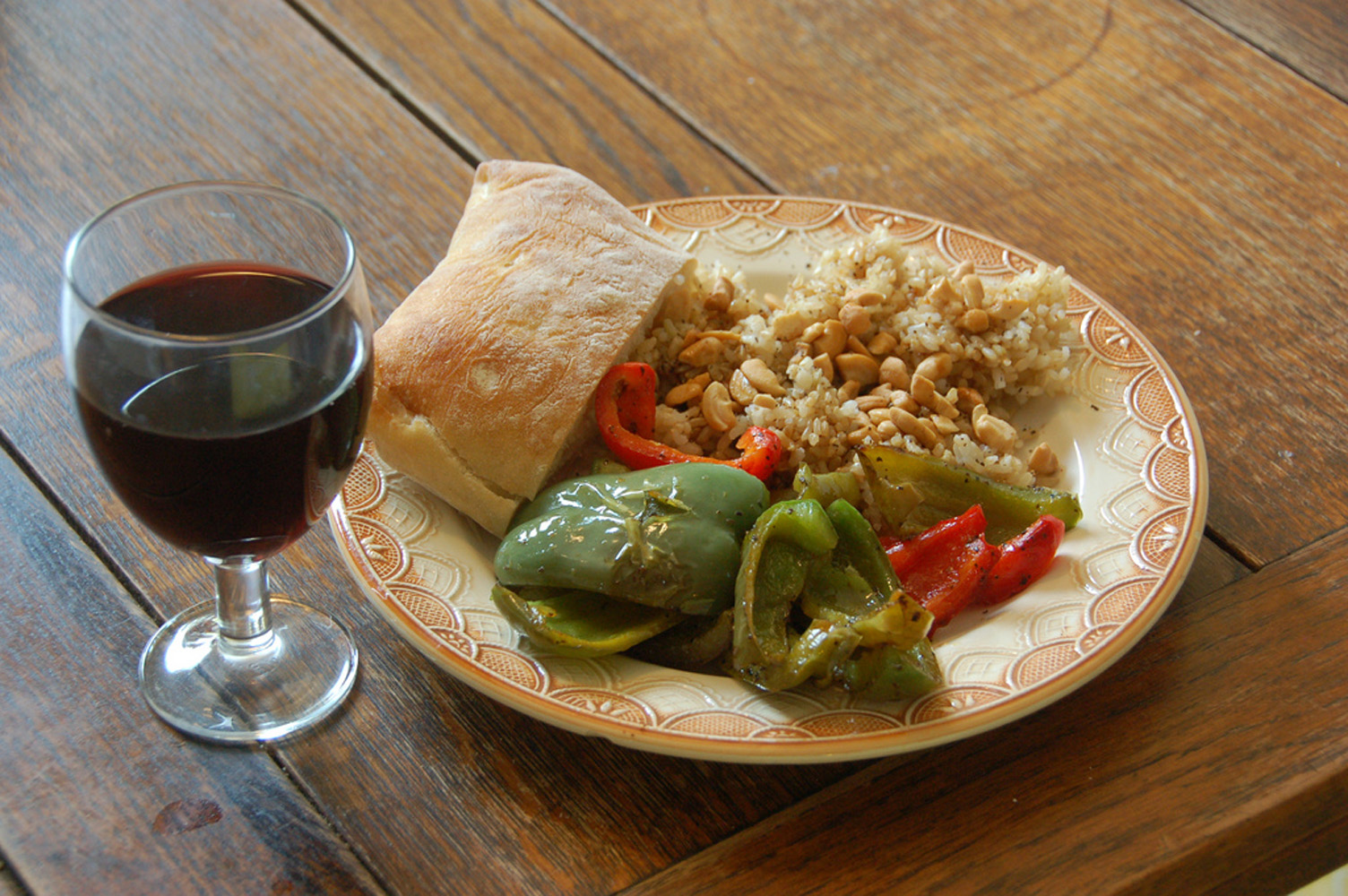
Almuerzo et côtes-du-rhône.

### Millésimes
Ils correspondent à ceux du vignoble de la vallée du Rhône. Ils sont notés : année exceptionnelle , grande année , bonne année ***, année moyenne **, année médiocre *.
| Décennie 2010    | 2019               | 2018               | 2017               | 2016               | 2015               | 2014               | 2013               | 2012               | 2011        | 2010               |
| ---------------- | ------------------ | ------------------ | ------------------ | ------------------ | ------------------ | ------------------ | ------------------ | ------------------ | ----------- | ------------------ |
| Caractéristiques | Bon article        | Bon article        | Bon article        | Bon article        | Article de qualité | **                 | **                 | Bon article        | ***         | Article de qualité |
| Décennie 2000    | 2009               | 2008               | 2007               | 2006               | 2005               | 2004               | 2003               | 2002               | 2001        | 2000               |
| Caractéristiques | Article de qualité | ***                | ***                | Bon article        | Article de qualité | Bon article        | Bon article        | ***                | Bon article | Bon article        |
| Décennie 1990    | 1999               | 1998               | 1997               | 1996               | 1995               | 1994               | 1993               | 1992               | 1991        | 1990               |
| Caractéristiques | ***                | ***                | **                 | ***                | Bon article        | **                 | **                 | **                 | ***         | Article de qualité |
| Décennie 1980    | 1989               | 1988               | 1987               | 1986               | 1985               | 1984               | 1983               | 1982               | 1981        | 1980               |
| Caractéristiques | Article de qualité | Article de qualité | Bon article        | ***                | Article de qualité | **                 | Bon article        | ***                | Bon article | Article de qualité |
| Décennie 1970    | 1979               | 1978               | 1977               | 1976               | 1975               | 1974               | 1973               | 1972               | 1971        | 1970               |
| Caractéristiques | Bon article        | Article de qualité | Bon article        | **                 | ***                | Bon article        | ***                | **                 | **          | Article de qualité |
| Décennie 1960    | 1969               | 1968               | 1967               | 1966               | 1965               | 1964               | 1963               | 1962               | 1961        | 1960               |
| Caractéristiques | **                 | *                  | Article de qualité | Article de qualité | ***                | ***                | **                 | **                 | ***         | Article de qualité |
| Décennie 1950    | 1959               | 1958               | 1957               | 1956               | 1955               | 1954               | 1953               | 1952               | 1951        | 1950               |
| Caractéristiques | Bon article        | Bon article        | Article de qualité | Bon article        | Bon article        | ***                | Bon article        | Article de qualité | **          | Article de qualité |
| Décennie 1940    | 1949               | 1948               | 1947               | 1946               | 1945               | 1944               | 1943               | 1942               | 1941        | 1940               |
| Caractéristiques | Article de qualité | Article de qualité | Article de qualité | Bon article        | Article de qualité | **                 | Article de qualité | Bon article        | **          | **                 |
| Décennie 1930    | 1939               | 1938               | 1937               | 1936               | 1935               | 1934               | 1933               | 1932               | 1931        | 1930               |
| Caractéristiques | *                  | Bon article        | Bon article        | ***                | **                 | Article de qualité | Article de qualité | **                 | **          | **                 |
| Décennie 1920    | 1929               | 1928               | 1927               | 1926               | 1925               | 1924               | 1923               | 1922               | 1921        | 1920               |
| Caractéristiques | Article de qualité | Article de qualité | **                 | Bon article        | **                 | Bon article        | Bon article        | **                 | Bon article | Bon article        |

Soit sur 100 ans, 26 années exceptionnelles, 31 grandes années, 17 bonnes années, 23 années moyennes et deux années médiocres.

### Caveaux de dégustation

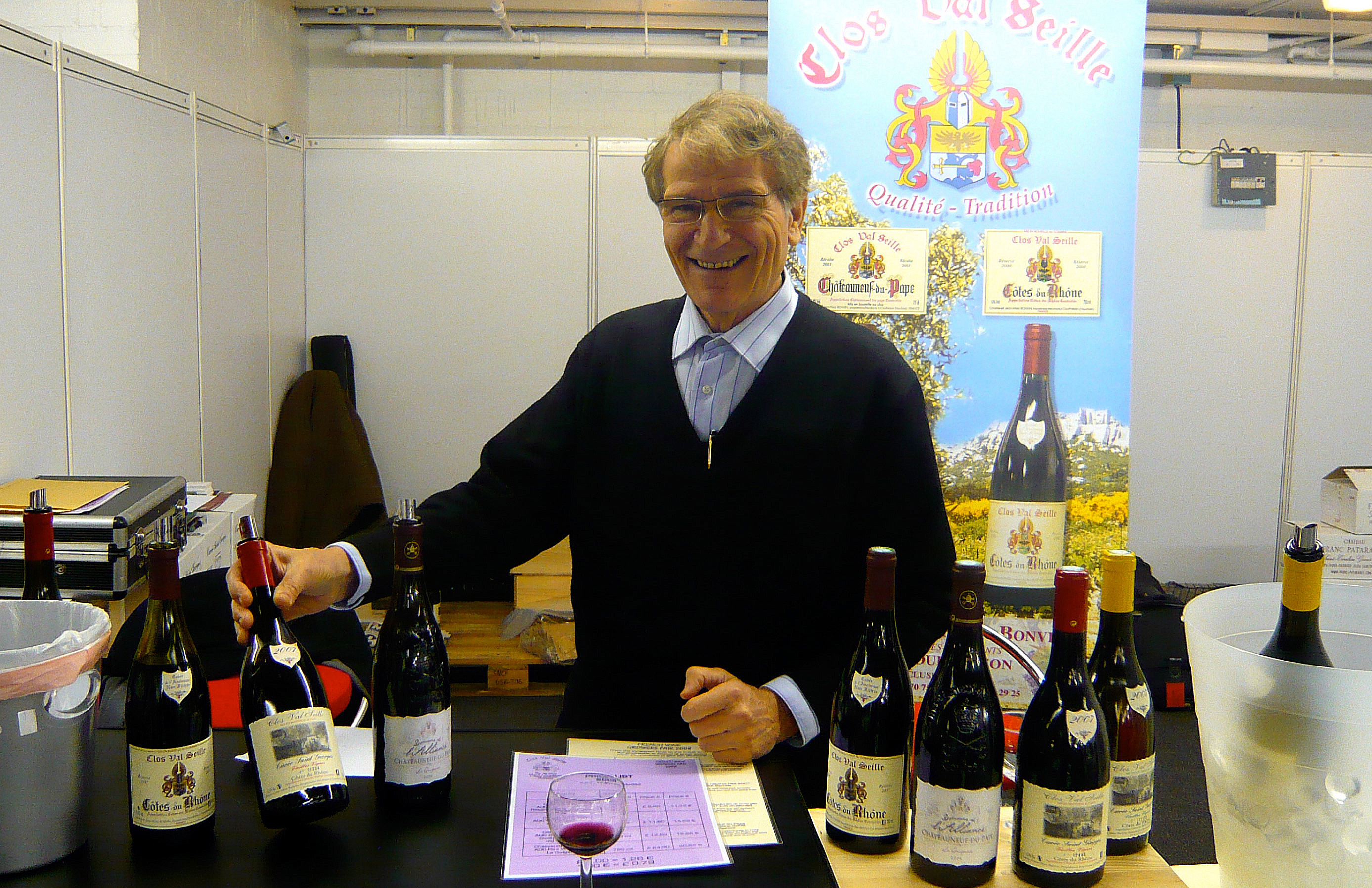
Dégustation au Clos de Val-Seille.

Une charte de qualité, à laquelle adhèrent caves et domaines, a été mise en place dans la vallée du Rhône par Inter Rhône. Elle propose trois catégories différentes d'accueil en fonction des prestations offertes par les professionnels.
 La première – dite accueil de qualité – définit les conditions de cet accueil. Un panneau à l'entrée doit signaler que celui-ci est adhérent à la charte. Ce qui exige que ses abords soient en parfait état et entretenus et qu'il dispose d'un parking proche. L'intérieur du caveau doit disposer d'un sanitaire et d'un point d'eau, les visiteurs peuvent s'asseoir et ils ont de plus l'assurance que locaux et ensemble du matériel utilisé sont d'une propreté irréprochable (sols, table de dégustation, crachoirs, verres). L'achat de vin à l'issue de la dégustation n'est jamais obligatoire. Celle-ci s'est faite dans des verres de qualité (minimum INAO). Les vins ont été servis à température idéale et les enfants se sont vu proposer des jus de fruits ou des jus de raisin. Outre l'affichage de ses horaires et des permanences, le caveau dispose de fiches techniques sur les vins, affiche les prix et offre des brochures touristiques sur l'appellation.

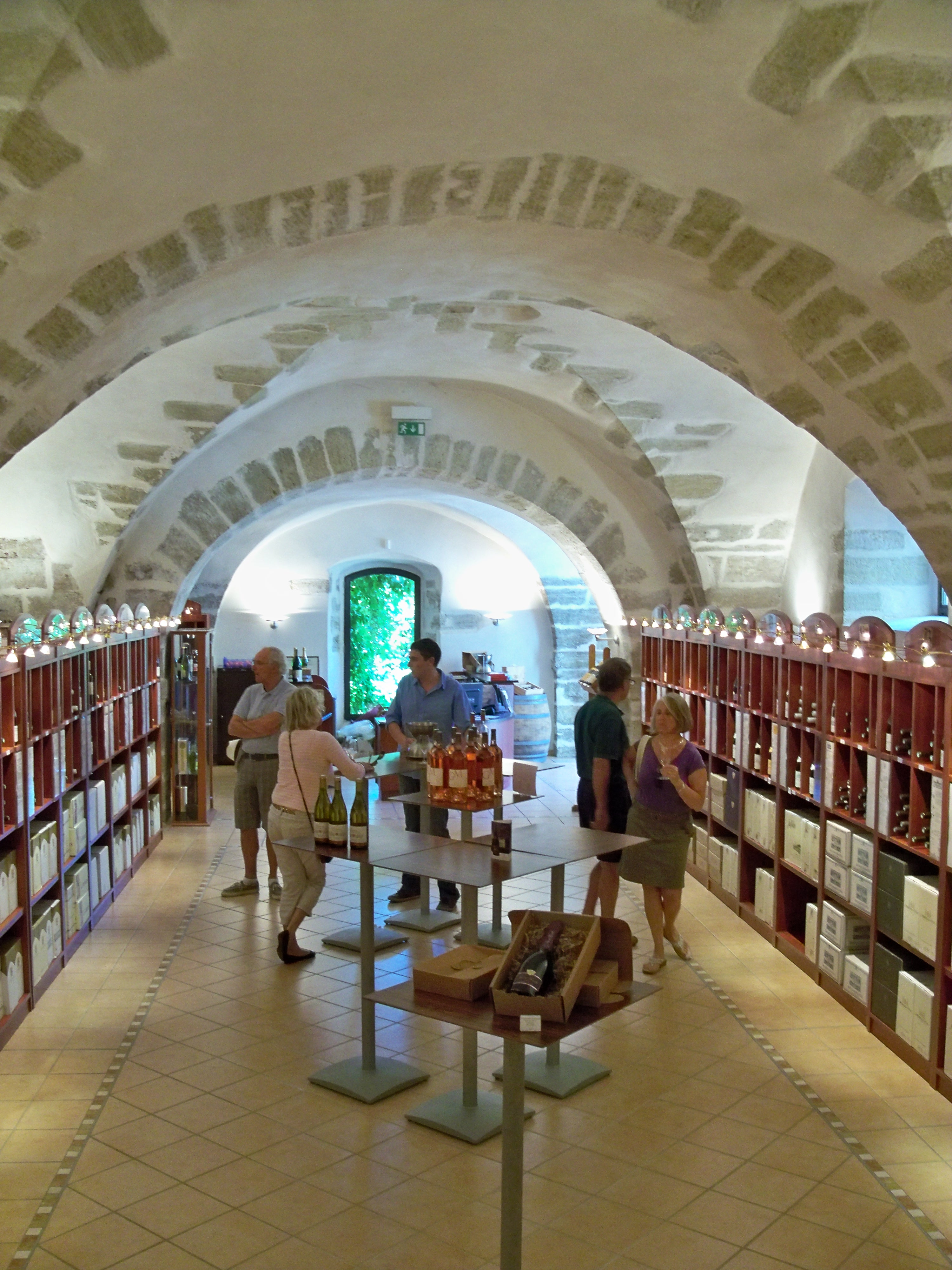
Caveau de dégustation à la chartreuse de Bonpas.

  La deuxième – dite accueil de service – précise que le caveau est ouvert cinq jours sur sept toute l'année et six jours sur sept de juin à septembre. La dégustation se fait dans des verres cristallins voire en cristal. Accessible aux personnes à mobilité réduite, il est chauffé l'hiver et frais l'été, de plus il dispose d'un éclairage satisfaisant (néons interdits). Sa décoration est en relation avec la vigne et le vin, une carte de l'appellation est affichée. Il dispose d'un site internet et fournit à sa clientèle des informations sur la gastronomie et les produits agroalimentaires locaux, les lieux touristiques et les autres caveaux adhérant à la charte. Des plus les fiches techniques sur les vins proposés sont disponibles en anglais
   La troisième – dite accueil d'excellence – propose d'autres services dont la mise en relation avec d'autres caveaux, la réservation de restaurants ou d'hébergements. Le caveau assure l'expédition en France pour un minimum de vingt-quatre bouteilles. Il dispose d'un site Internet en version anglaise et le personnel d'accueil parle au moins l'anglais.

### Hiérarchie des prix
Le prix de vente des vignes ayant droit à l'appellation régionale côtes-du-rhône est officiellement en 2023 dans la Drôme de 15 000 euros l'hectare en moyenne (variant entre 10 000 et 18 000 €) ; c'est un peu plus cher pour la même appellation dans le Vaucluse avec 23 000 €/ha (entre 16 000 et 28 000 €). Les prix sont du même ordre pour les AOC voisines que sont les grignan-les-adhémar (14 000), costières-de-nîmes (15 000), côtes-du-vivarais (17 000), côtes-du-rhône-villages (18 000 ; 20 000 pour une dénomination) et luberon (24 000 €/ha).
Par contre, les prix s'envolent quand il est question des crus des côtes du Rhône : 40 000 € pour l'hectare de vigne produisant du lirac et du vinsobres, 55 000 pour le muscat de Beaumes-de-Venise, 60 000 pour le tavel, 75 000 pour le cairanne, 80 000 pour le beaumes-de-venise et le rasteau, 100 000 pour le vacqueyras, 140 000 pour le saint-joseph, 150 000 pour le crozes-hermitage, 215 000 pour le gigondas, 500 000 pour le cornas, 510 000 pour le châteauneuf-du-pape et 1 250 000 pour le côte-rôtie.
Pour une comparaison entre les appellations, on peut aussi prendre le cours moyen des vins en vrac (à l'hectolitre) en 2023 servant officiellement au calcul des fermages (la valeur locative) :
- Rhône :
  - 880 €/hl pour du condrieu ;
  - 1 357 €/hl pour du côte-rôtie[28] ;
- Loire :
  - 116 €/hl pour du côtes-du-rhône ;
  - 694 €/hl pour du saint-joseph ;
  - 1 350 €/hl pour du condrieu[29] ;
- Ardèche :
  - 38 €/hl pour du VSIG ;
  - 57 €/hl pour de l'IGP ;
  - 71 €/hl pour du côtes-du-vivarais ;
  - 80 €/hl pour du côte-du-rhône ;
  - 170 €/hl pour de l'IGP en viognier ;
  - 230 €/hl pour du saint-péray ;
  - 431 €/hl pour du saint-joseph ;
  - 737 €/hl pour du cornas ;
  - 979 €/hl pour du condrieu[30] ;
- Drôme :
  - 43 €/hl pour du VSIG ;
  - 69 €/hl pour de l'IGP ;
  - 87 €/hl pour du grignan-les-adhémar ;
  - 94 €/hl de côtes-du-rhône ;
  - 141 €/hl pour du côtes-du-rhône-villages ;
  - 455 €/hl pour du crozes-hermitage[31] ;
- Vaucluse :
  - 35 €/hl pour du ventoux ou du luberon ;
  - 60 €/hl pour du côtes-du-rhône ;
  - 90 €/hl pour du côtes-du-rhône-villages ;
  - 130 €/hl pour du côtes-du-rhône-villages + dénomination ;
  - 160 €/hl pour du cairanne ;
  - 165 €/hl pour du muscat de Beaumes-de-Venise ;
  - 190 €/hl pour du beaumes-de-venise ;
  - 200 €/hl pour du rasteau ;
  - 232 €/hl pour du vacqueyras ;
  - 454 €/hl pour du gigondas ;
  - 634 €/hl pour du châteauneuf-du-pape[32] ;
- Gard :
  - 34 €/hl pour du VSIG ;
  - 39 €/hl pour de l'IGP ;
  - 50 €/hl pour du coteaux-du-vivarais ;
  - 64 €/hl pour du côtes-du-rhône, du côtes-du-rhône-villages, ou du costières-de-nîmes ;
  - 134 €/hl pour du lirac ;
  - 180 €/hl pour du tavel[33].

Les prix dans le commerce sont évidemment bien plus élevés, variant considérablement en fonction du nom du producteur.

### Commercialisation

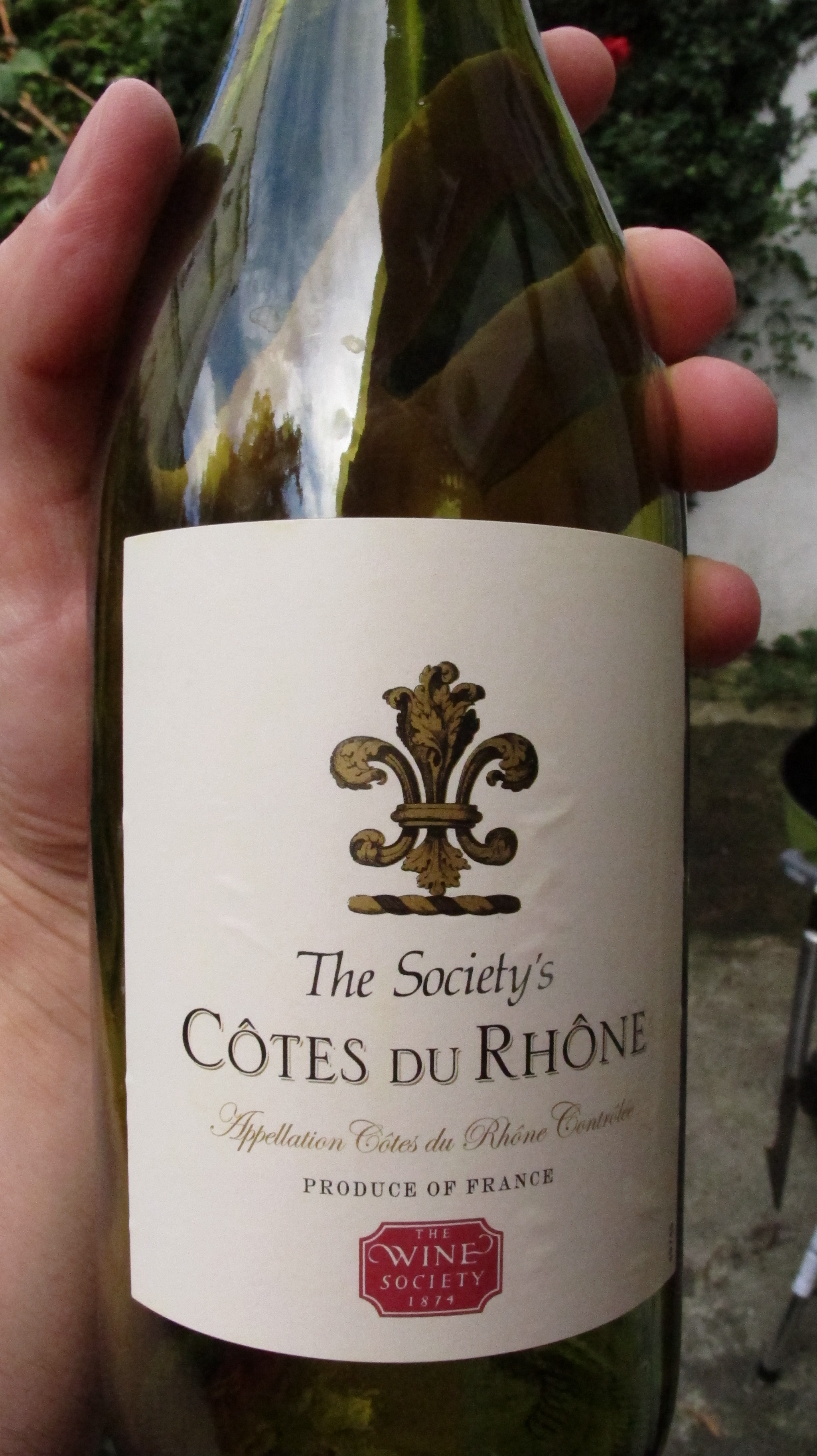
Bouteille de côtes-du-rhône commercialisée en Angleterre.

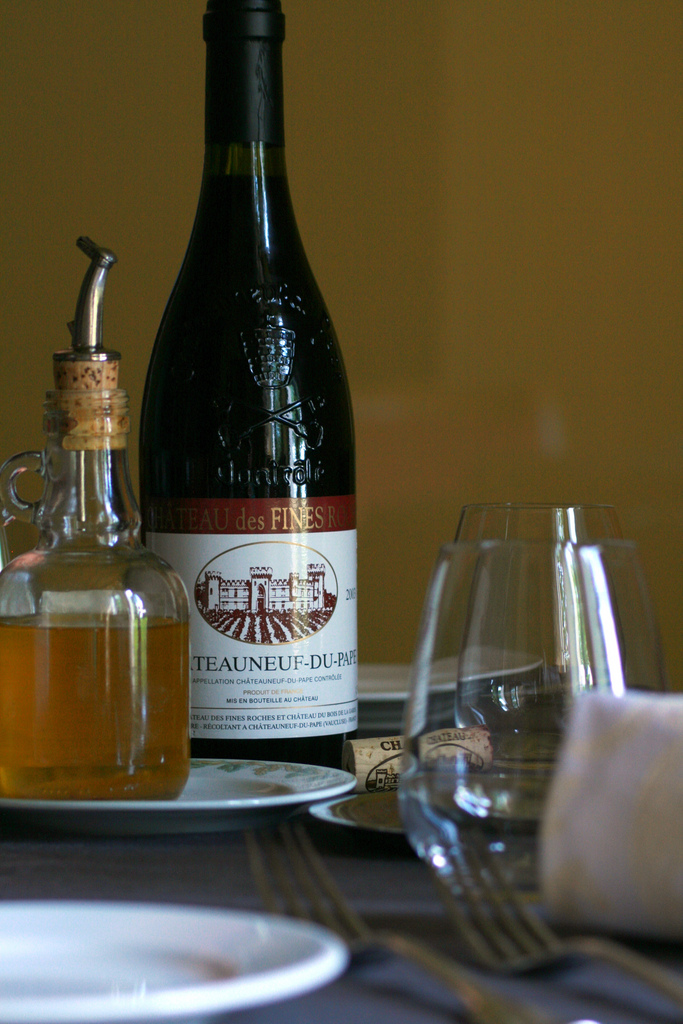
Restaurant du château des Fines Roches à Châteauneuf-du-Pape.

La commercialisation des côtes-du-rhône se maintient à un excellent niveau. Au cours de la campagne 2009-2010, les ventes sur le marché français ont représenté 74 %, complétées par 26 % à l'exportation. Ces mises en marché sont le fait des caves coopératives qui arrivent en tête avec 64 %, viennent ensuite les caves indépendantes avec 33 %, puis les négociants-vinificateurs avec 3 %.
Sur le marché intérieur, arrivent en tête la grande distribution (29 %), suivie des cavistes et petits magasins (13 %), et des hôtels-restaurants (11 %). Les ventes directes sur le lieu de production et le hard-discount représentent chacun 10 % des parts de marché.
L'exportation représente plus du quart du marché. Les principaux pays acheteurs sont :
- Royaume-Uni : 20 %
- États-Unis : 17 %
- Belgique/Luxembourg : 11 %
- Canada : 10 %
- Allemagne : 8 %
- Pays scandinaves : 7 %
- Suisse : 6 %
- Pays-Bas : 4 %
- Japon : 3 %
- Chine : 2 %
- Autres destinations : 12 %